# 比嘉大吾
比嘉 大吾（ひが だいご、1995年8月9日 - ）は、日本のプロボクサー。沖縄県浦添市出身。志成ボクシングジム所属。元WBC世界フライ級王者。
かつては白井・具志堅スポーツジムに所属していた。2018年2月4日のモイセス・フェンテス戦で15試合連続KO勝利を収め、連続KO勝利数の日本記録に並ぶと共に、デビュー戦からの連続KO勝利数で日本新記録を樹立した。入場テーマ曲は「ゴジラのテーマ」。マネジメント会社はトラロックエンターテインメント。

## 来歴

### プロ入り前
沖縄県浦添市出身で、浦添市立仲西中学校を卒業。父親が少年野球の監督であったことから小学校、中学校と野球に熱中し、甲子園出場を目指して高校でも野球を継続するつもりが、2011年2月11日に井岡一翔がオーレイドン・シスサマーチャイを破り世界王座を獲得したWBC世界ミニマム級タイトルマッチの中継を琉球放送で観戦し、試合が早く終わったため放送された、沖縄出身で元WBA世界ライトフライ級王者の具志堅用高のKOダイジェストに心を奪われ、「ボクシングをやろう」と決意した。比嘉が幼い頃に離婚後、離れて暮らしていた父親に相談すると元プロボクサーで沖縄県立宮古工業高等学校ボクシング部監督の知念健次を紹介され、知念の下でボクシングを学ぶべく宮古島へ渡り、沖縄県立宮古工業高等学校に入学した。
宮古工業高に入ると知念から「とにかく攻める」スタイルを伝授された。高校時代は3年次の2013年第68回国民体育大会でフライ級ベスト8が目立った成績であった。なお高校ボクシング部時代の同級生に後に日本王者となる川満俊輝がいた。
高校卒業後はオリンピック日本代表選手を目指して大学進学を希望していたが、ボクシング部の顧問が、具志堅が経営する白井・具志堅スポーツジムの宮古島応援会会長でもあったため具志堅に比嘉の名が伝わり、国体終了後に比嘉をスカウトするべく具志堅自身が宮古島へ訪問するなどしたことからプロ入りを決意し、2014年1月20日に白井・具志堅ジムへ入門することを発表した。

### フライ級
2014年6月17日、後楽園ホールでタイのセーンゲン・サックナロンを相手に51.5kg契約4回戦を行い、初回50秒KO勝ちを収めた。
2015年7月24日、タイのバンコクにてWBC世界フライ級ユース王座決定戦でコンファー・CPフレッシュマートと対戦し、7回1分2秒TKO勝ちを収め王座獲得に成功した。ユース王座は2度防衛したのちに返上した。
2016年7月2日、後楽園ホールでOPBF東洋太平洋フライ級王者のアーデン・ディアレと対戦し、4回2分39秒KO勝ちを収め王座を獲得した。
2016年11月5日、後楽園ホールでフェリペ・カグブコブ・ジュニアと対戦し、4回2分55秒KO勝ちを収め初防衛に成功した。
2017年2月4日、後楽園ホールでディオネル・ディオコスとスーパーフライ級契約のノンタイトル10回戦で対戦し、4回2分29秒TKO勝ちを収めた。

#### 世界王座獲得
2017年5月20日、有明コロシアムにてハッサン・ヌダム・ヌジカムvs村田諒太の前座で、WBC世界フライ級王者のフアン・エルナンデスと対戦し王座獲得を目指したが、エルナンデスが前日計量で200グラム体重超過して王座を剥奪され、比嘉が勝てば新王者となりエルナンデスが勝てば王座が空位となる条件で試合は行われ、比嘉が6回2分58秒TKO勝ちを収め王座を獲得した。6月8日にWBCは比嘉を2017年6月度の月間優秀選手賞に選出した。
2017年10月22日、両国国技館にてハッサン・ヌダム・ヌジカムvs村田諒太第2戦の前座で、WBC世界フライ級5位でEBUヨーロッパフライ級王者のトマ・マソンと対戦し、7回1分10秒TKO勝ちを収め初防衛に成功した。11月9日にWBCは比嘉をWBCの2017年11月度の月間優秀選手賞に選出した。
2018年2月4日、沖縄県立武道館で元世界2階級制覇王者でWBC世界フライ級9位のモイセス・フェンテスと対戦し、初回2分32秒KO勝ちを収め、2度目の防衛に成功すると共に15戦連続KO勝ちの日本タイ記録を樹立した。2月12日にWBCは比嘉をWBCの2018年2月度の月間優秀選手賞に選出した。

#### 体重超過により世界王座剥奪
沖縄での防衛戦から僅か2か月後の4月15日、横浜アリーナにて村田諒太vsエマヌエレ・ブレンダムラの前座で、WBC世界フライ級2位のクリストファー・ロサレスと3度目の防衛戦を行う予定が組まれていたが、試合前日に実施された計量の1回目でフライ級のリミット（50.8Kg）から900gオーバーとなり、再計量のため2時間の猶予を与えられたが制限時間30分前に会長の具志堅が計量のギブアップを宣言した為、比嘉は体重超過のため王座を剥奪された。なお、日本人世界王者が体重超過により王座を剥奪されたのは比嘉が日本ボクシング史上初めてとなった。当日は試合開催の条件として設定された55.3kgを試合12時間前の午前8時に実施された計量でクリアしたものの、夜の試合では減量失敗の影響からか精彩を欠いた内容となり、セコンドがレフェリーの肩を叩いて棄権の意思を示した為9回1分14秒TKO負けを喫した。この結果、比嘉はプロ16戦目での初黒星を喫し、狙っていた16戦連続KO勝ちの日本新記録も樹立することが出来なかった。この計量失敗の失態を受け、日本ボクシングコミッション（JBC）は4月25日、比嘉にボクサーライセンス無期停止処分と復帰する場合に1階級以上転級することを義務付け、具志堅ジムには管理責任を問い戒告処分とした。

#### ライセンス停止処分解除
2019年9月27日、比嘉と所属ジムの具志堅会長がJBCへ処分解除を申し入れ、JBCの倫理委員会で処分解除の方向性が確認された。倫理委員会は、無期停止処分から1年5か月が経過したことや、比嘉が階級を上げて復帰に備えてきたことを考慮したという。
2019年10月3日、JBCは比嘉のボクサーライセンス無期限停止処分を解除したと発表した。

### バンタム級
2020年2月13日、1年10か月ぶりに試合を行い後楽園ホールにて119ポンド（約53.97キロ）契約8回戦で、フィリピン・バンタム級11位のジェイソン・ブエナオブラと対戦し、6回にボディーへの連打で2度ダウンを奪い、6回2分25秒TKO勝ちを収めた。試合後には、「2年休んでまたかと思われるかもしれないが、自分に期待していない自分もいる。夢を追って東京に出て来た当時の闘争心が今の自分にはない。それがない限り、チャンピオンになるのは無理」と複雑な胸中を吐露し、「今後こんな気持ちだったらやっても意味ないので、ファンが熱狂的で本人がこうだったら意味がない。このままモチベーションが上がらなかったら辞めようとも思っているし。これからいろいろ考えます」と語った。
2020年3月13日、比嘉が具志堅ジムに契約更新しないと意思表示し、ジムを離れることになった。待遇のほか、練習や試合に臨む体制などで折り合いがつかなかったという。
2020年6月28日、トラロックエンターテインメント株式会社とマネジメント契約を締結したことを発表した。
2020年6月30日、Ambition GYMに所属することが発表された。
2020年10月26日、後楽園ホールで日本バンタム級13位の堤聖也と対戦し、10回1-0（96-94、95-95×2）で引き分けとなった。
2020年12月31日、大田区総合体育館にて井岡一翔vs田中恒成の前座で、WBOアジアパシフィックバンタム級王者のストロング小林佑樹と対戦し、5回45秒KO勝ちを収め王座を獲得した。
2021年2月11日、国立代々木競技場で開催のチャリティーボクシングイベント『LEGEND』で世界3階級制覇王者・井上尚弥と対戦した。
2021年4月24日、沖縄コンベンションセンターでWBOアジアパシフィックバンタム級5位の西田凌佑と対戦し、12回0-3（110-118、111-117×2）で判定負けを喫し初防衛に失敗、王座から陥落した。
2022年7月13日、1年3カ月ぶりとなった試合として大田区総合体育館にて井岡一翔vsドニー・ニエテスの前座で、元WBOアジアパシフィックスーパーフライ級王者フローイラン・サルダールとバンタム級8回戦で対戦。4回に右フックを浴びてダウンを喫しKO負け寸前のピンチに陥るが、それをしのぐと反撃に転じて、2-1の判定勝ちを収めた。
2023年12月31日、大田区総合体育館にて井岡一翔vsホスベル・ペレスの前座で、WBC世界バンタム級5位のナワーポン・ソー・ルンヴィサイと対戦し、4回2分29秒KO勝ちを収めた。
2024年9月3日、有明アリーナで行われた井上尚弥 対 テレンス・ジョン・ドヘニー戦の前座で、WBO世界バンタム級王者の武居由樹と対戦し、11回に武居からダウンを奪うも12回0-3（112-115、113-114×2）の判定負けを喫し2階級制覇に失敗した。試合後、比嘉は武居戦をもって引退を発表した。試合後のインタビューで、生まれ育った沖縄や、10年間付き添ってくれた野木トレーナーに対し、感謝を述べた。
しかし同年10月、WBA世界バンタム級王者の堤聖也から対戦オファーがあり、現役続行を決めた。
2025年2月24日、有明アリーナでWBA世界バンタム級王者の堤聖也と対戦し、9回中に比嘉の左フックで堤からプロキャリア初のダウンを奪い、その後も右ストレートで堤にダウンを奪われるなど両者ともにダウンの応酬となるも、12回0-0（114-114×3）の引き分け判定とどちらにも軍配が上がらず4年4ヶ月ぶりの再戦はまたも完全決着とはならなかった。
2025年7月30日、横浜BUNTAIでWBA世界バンタム級王者のアントニオ・バルガスと対戦する予定。試合は日本ではU-NEXT、アメリカ及びイギリスはDAZNにて配信する予定。

## 戦績
- アマチュアボクシング：45戦 36勝 (8KO･RSC) 8敗
- プロボクシング：27戦 21勝 (19KO) 3敗 3分

| 戦           | 日付           | 勝敗 | 時間     | 内容    | 対戦相手                                   | 国籍           | 備考                                          |
| ------------ | -------------- | ---- | -------- | ------- | ------------------------------------------ | -------------- | --------------------------------------------- |
| 1            | 2014年6月17日  | ☆    | 1R 0:50  | KO      | セーンゲン・サックナロン                   | タイ           | プロデビュー戦                                |
| 2            | 2014年8月22日  | ☆    | 2R 2:40  | TKO     | ロッタン・ウォーポーシーサケット           | タイ           |                                               |
| 3            | 2014年11月26日 | ☆    | 1R 1:20  | TKO     | 藤井敬介（宇都宮金田）                     | 日本           |                                               |
| 4            | 2015年1月12日  | ☆    | 1R 1:36  | KO      | ポンパユ・チャイヨンジム                   | タイ           |                                               |
| 5            | 2015年5月10日  | ☆    | 2R 2:55  | TKO     | バーデン・リベラ                           | フィリピン     |                                               |
| 6            | 2015年6月8日   | ☆    | 4R 0:37  | KO      | クリス・アルファンテ                       | フィリピン     |                                               |
| 7            | 2015年7月24日  | ☆    | 7R 1:01  | KO      | コンファー・CPフレッシュマート             | タイ           | WBC世界フライ級ユース王座決定戦               |
| 8            | 2015年11月7日  | ☆    | 10R 2:05 | TKO     | レンレン・テソリオ                         | フィリピン     | WBCユース防衛1                                |
| 9            | 2016年3月5日   | ☆    | 2R 2:19  | TKO     | ロメル・オリベロス                         | フィリピン     | WBCユース防衛2                                |
| 10           | 2016年7月2日   | ☆    | 4R 2:39  | KO      | アーデン・ディアレ                         | フィリピン     | OPBF東洋太平洋フライ級タイトルマッチ          |
| 11           | 2016年11月5日  | ☆    | 4R 2:55  | KO      | フェリペ・カグブコブJr                     | フィリピン     | OPBF防衛1                                     |
| 12           | 2017年2月4日   | ☆    | 4R 2:29  | TKO     | ディオネル・ディオコス                     | フィリピン     |                                               |
| 13           | 2017年5月20日  | ☆    | 6R 2:58  | TKO     | ファン・エルナンデス                       | メキシコ       | WBC世界フライ級タイトルマッチ                 |
| 14           | 2017年10月22日 | ☆    | 7R 1:10  | TKO     | トマ・マソン                               | フランス       | WBC防衛1                                      |
| 15           | 2018年2月4日   | ☆    | 1R 2:32  | TKO     | モイセス・フエンテス                       | メキシコ       | WBC防衛2                                      |
| 16           | 2018年4月15日  | ★    | 9R 1:14  | TKO     | クリストファー・ロサレス                   | ニカラグア     | 体重超過により王座剥奪                        |
| 17           | 2020年2月13日  | ☆    | 6R 2:25  | TKO     | ジェイソン・ブエナオブラ                   | フィリピン     |                                               |
| 18           | 2020年10月26日 | △    | 10R      | 判定1-0 | 堤聖也（角海老宝石）                       | 日本           |                                               |
| 19           | 2020年12月31日 | ☆    | 5R 0:45  | KO      | ストロング小林佑樹（六島）                 | 日本           | WBOアジアパシフィックバンタム級タイトルマッチ |
| 20           | 2021年4月24日  | ★    | 12R      | 判定0-3 | 西田凌佑（六島）                           | 日本           | WBOアジアパシフィック陥落                     |
| 21           | 2022年7月13日  | ☆    | 8R       | 判定2-1 | フローイラン・サルダール                   | フィリピン     |                                               |
| 22           | 2022年11月13日 | ☆    | 10R      | 判定3-0 | ペットソンセン・ロンリアングリーラ・コーラ | タイ           |                                               |
| 23           | 2023年6月24日  | ☆    | 4R 1:34  | KO      | ヨーッモンコン・ウォー・センテープ         | タイ           |                                               |
| 24           | 2023年12月31日 | ☆    | 4R 2:29  | KO      | ナワーポン・ソー・ルンヴィサイ             | タイ           |                                               |
| 25           | 2024年9月3日   | ★    | 12R      | 判定0-3 | 武居由樹（大橋）                           | 日本           | WBO世界バンタム級タイトルマッチ               |
| 26           | 2025年2月24日  | △    | 12R      | 判定0-0 | 堤聖也（角海老宝石）                       | 日本           | WBA世界バンタム級タイトルマッチ               |
| 27           | 2025年7月30日  | △    | 12R      | 判定0-0 | アントニオ・バルガス                       | アメリカ合衆国 | WBA世界バンタム級タイトルマッチ               |
| テンプレート |                |      |          |         |                                            |                |                                               |

### エキシビション
| 戦           | 日付          | 勝敗 | 時間 | 内容     | 対戦相手         | 国籍 | 備考 |
| ------------ | ------------- | ---- | ---- | -------- | ---------------- | ---- | ---- |
| 1            | 2021年2月11日 | △    | 3R   | 判定なし | 井上尚弥（大橋） | 日本 |      |
| テンプレート |               |      |      |          |                  |      |      |

## 獲得タイトル
- WBC世界フライ級ユース王座（防衛2=返上）
- OPBF東洋太平洋フライ級王座（防衛1=返上）
- WBC世界フライ級王座（防衛2=剥奪）
- WBOアジアパシフィックバンタム級王座（防衛0）